# Campeonato Sudamericano de Football 1959 (Argentina)
Il Campeonato Sudamericano de Football di Argentina 1959 fu la ventiseiesima edizione della Copa América. Ad organizzarla fu l'Argentina e tutte le partite si disputarono all'Estadio Monumental di Buenos Aires dal 7 marzo al 4 aprile 1959.

## Nazionali partecipanti
| N° | Nazione   | Iscrizione CONMEBOL | Note                                             |
| -- | --------- | ------------------- | ------------------------------------------------ |
| 1  | Argentina | 1916                | Detentore Coppa America 1957 e nazione ospitante |
| 2  | Brasile   | 1916                |                                                  |
| 3  | Cile      | 1916                |                                                  |
| 4  | Uruguay   | 1916                |                                                  |
| 5  | Paraguay  | 1921                |                                                  |
| 6  | Perù      | 1925                |                                                  |
| 7  | Bolivia   | 1926                |                                                  |
| 8  | Ecuador   | 1927                | Rinuncia                                         |
| 9  | Colombia  | 1936                | Rinuncia                                         |
| 10 | Venezuela | 1952                | Rinuncia                                         |

La rinuncia dell'Ecuador fu motivata per l'imminente organizzazione di un'edizione straordinaria della Copa América appena 8 mesi dopo, a dicembre, proprio in Ecuador. La grande disorganizzazione in cui versava la CONMEBOL in quegli anni fu tale che, di fronte alle candidature di Argentina ed Ecuador, per organizzare l'edizione del 1959, l'organo calcistico sudamericano non fu in grado di fare una scelta. Per tale motivo nello stesso anno si tennero (caso unico nella storia del torneo) due distinte edizioni, la prima in Argentina, la seconda in Ecuador (edizione, questa, straordinaria, senza Coppa in palio).

## Formula
La formula prevedeva che le sette squadre partecipanti si affrontassero in un unico girone all'italiana, la cui prima classificata avrebbe vinto il torneo. Per ogni vittoria si attribuivano 2 punti, 1 per ogni pareggio e 0 per ogni sconfitta.

## Risultati
| Arbitro: | Washington Rodríguez |

|                                                         |           |             |
| Manfredini 5’, 50’ Callá 46’ Pizzuti 17’, 39’ Belén 75’ | Marcatori | 25’ Álvarez |

| Arbitro: | Alberto Da Gama Malcher |

|                                                                             |           |  |
| Sacía 5’ Escalada 46’ Guaglianone 17’ Borges 60’, 65’ Douksas 69’ Pérez 89’ | Marcatori |  |

| Arbitro: | Carlos Robles |

|                   |           |                    |
| Didi 24’ Pelé 48’ | Marcatori | 59’, 77’ Seminario |

| Arbitro: | Luis Ventre |

|                |           |                    |
| Aveiro 8’, 14’ | Marcatori | 45’ (rig.) Sánchez |

| Arbitro: | Carlos Robles |

|                       |           |  |
| Corbatta 2’ Callá 79’ | Marcatori |  |

| Arbitro: | Carlos Robles |

|                                         |           |                                   |
| Loayza 27’, 45’, 86’ Juan Joya 29’, 79’ | Marcatori | 17’ Demarco 31’ Douksas 81’ Sacía |

| Arbitro: | Alberto Da Gama Malcher |

|                                         |           |  |
| Ré 1’, 21’, 50’ Sanabria 11’ Aveiro 51’ | Marcatori |  |

| Arbitro: | Alberto Tejada |

|                        |           |  |
| Pelé 43’, 45’ Didi 89’ | Marcatori |  |

| Arbitro: | Carlos Robles |

|                                  |           |            |
| Demarco 2’ Douksas 37’ Sacía 85’ | Marcatori | 77’ Aveiro |

| Arbitro: | Alberto Da Gama Malcher |

|                                                 |           |            |
| Corbatta 18’ (rig.) Sosa 42’ Benítez 78’ (aut.) | Marcatori | 51’ Loayza |

| Arbitro: | Luis Ventre |

|                                           |           |                      |
| Pelé 16’ Paulo Valentim 18’, 26’ Didi 89’ | Marcatori | 12’ Alcón 22’ García |

| Arbitro: | Washington Rodríguez |

|           |           |            |
| Tovar 77’ | Marcatori | 12’ Loayza |

| Arbitro: | Carlos Robles |

|                               |           |            |
| Corbatta 15’ Sosa 63’ Cap 69’ | Marcatori | 36’ Parodi |

| Arbitro: | Luis Ventre |

|                                              |           |                  |
| M. Soto 7’, 42’ J. Soto 17’, 51’ Sánchez 89’ | Marcatori | 25’, 76’ Alcócer |

| Arbitro: | Carlos Robles |

|                              |           |              |
| Paulo Valentim 62’, 80’, 89’ | Marcatori | 36’ Escalada |

| Buenos Aires 29 marzo 1959 | Perù                 | 0 – 0 | Bolivia | Estadio Monumental (40.000 spett.)\| Arbitro: \| Washington Rodríguez \| |
| Arbitro:                   | Washington Rodríguez |       |         |                                                                          |

| Arbitro: | Carlos Robles |

|                                   |           |           |
| Pelé 25’, 60’, 63’ Chinesinho 35’ | Marcatori | 4’ Parodi |

| Arbitro: | Isidro Ramírez |

|                              |           |             |
| Belén 15’, 60’ Sosa 55’, 80’ | Marcatori | 85’ Demarco |

| Arbitro: | Alberto Da Gama Malcher |

|                 |           |                   |
| Aveiro 32’, 68’ | Marcatori | 51’ Gómez Sánchez |

| Arbitro: | Alberto Tejada |

|                  |           |  |
| Mario Moreno 88’ | Marcatori |  |

| Arbitro: | Carlos Robles |

|             |           |          |
| Pizzuti 40’ | Marcatori | 58’ Pelé |

## Classifica finale
| Pos. | Squadra   | Pt | G | V | N | P | GF | GS | DR  |
| ---- | --------- | -- | - | - | - | - | -- | -- | --- |
| 1.   | Argentina | 11 | 6 | 5 | 1 | 0 | 19 | 5  | +14 |
| 2.   | Brasile   | 10 | 6 | 4 | 2 | 0 | 17 | 7  | +10 |
| 3.   | Paraguay  | 6  | 6 | 3 | 0 | 3 | 12 | 12 | 0   |
| 4.   | Perù      | 5  | 6 | 1 | 3 | 2 | 10 | 11 | -1  |
| 5.   | Cile      | 5  | 6 | 2 | 1 | 3 | 9  | 14 | -5  |
| 6.   | Uruguay   | 4  | 6 | 2 | 0 | 4 | 15 | 14 | +1  |
| 7.   | Bolivia   | 1  | 6 | 0 | 1 | 5 | 4  | 23 | -19 |

## Classifica marcatori
8 gol
- Pelé

6 gol
- José Aveiro

5 gol
- Paulo Valentim
- Miguel Loayza

4 gol
- Rubén Héctor Sosa

3 gol
- Raúl Belén
- Omar Corbatta
- Juan José Pizzuti
- Didi

- Cayetano Ré
- Héctor Demarco
- Vladas Douksas
- José Sacía

2 gol
- Pedro Callá
- Pedro Manfredini
- Máximo Alcócer
- Juan Soto Quintana
- Leonel Sánchez
- Mario Soto

- Silvio Parodi Ramos
- Juan Seminario
- Oscar Gómez Sánchez
- Carlos Borges
- Guillermo Escalada

1 gol
- Vladislao Cap
- Ausberto García
- Ricardo Alcón
- Chinesinho
- Luis Hernán Álvarez
- Mario Moreno

- Armando Tovar
- Ildefonso Sanabria
- Juan Joya
- Homero Guaglianone
- Domingo Salvador Pérez

Autoreti
- Víctor Benítez (pro  Argentina)

## Arbitri
- Luis Ventre
- Alberto Da Gama Malcher
- Carlos Robles
- Isidro Ramírez
- Alberto Tejada
- Washington Rodríguez